# Ordine reale di Santo Stefano d'Ungheria
L'Ordine reale di Santo Stefano d'Ungheria (in tedesco Königlich ungarische Sankt-Stephans-Orden, in ungherese Magyar Királyi Szent István-rend, in latino Ordo Sancti Stephani Insignis (Regis Hungariae Apostolici)) era un'onorificenza istituita il 5 maggio 1764 dall'imperatrice Maria Teresa d'Austria (come regina d'Ungheria) in onore di santo Stefano d'Ungheria.

## Storia

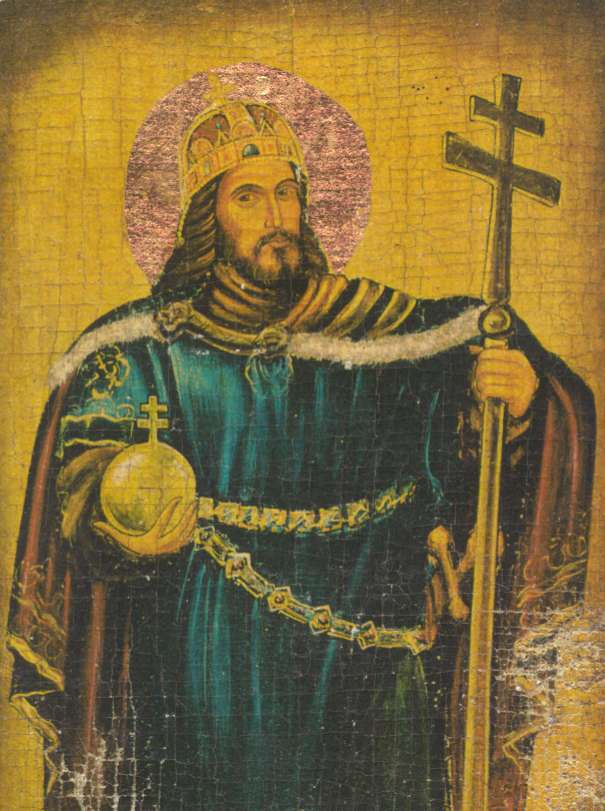
Santo Stefano I, re d'Ungheria, a cui è dedicato l'omonimo ordine cavalleresco austriaco.

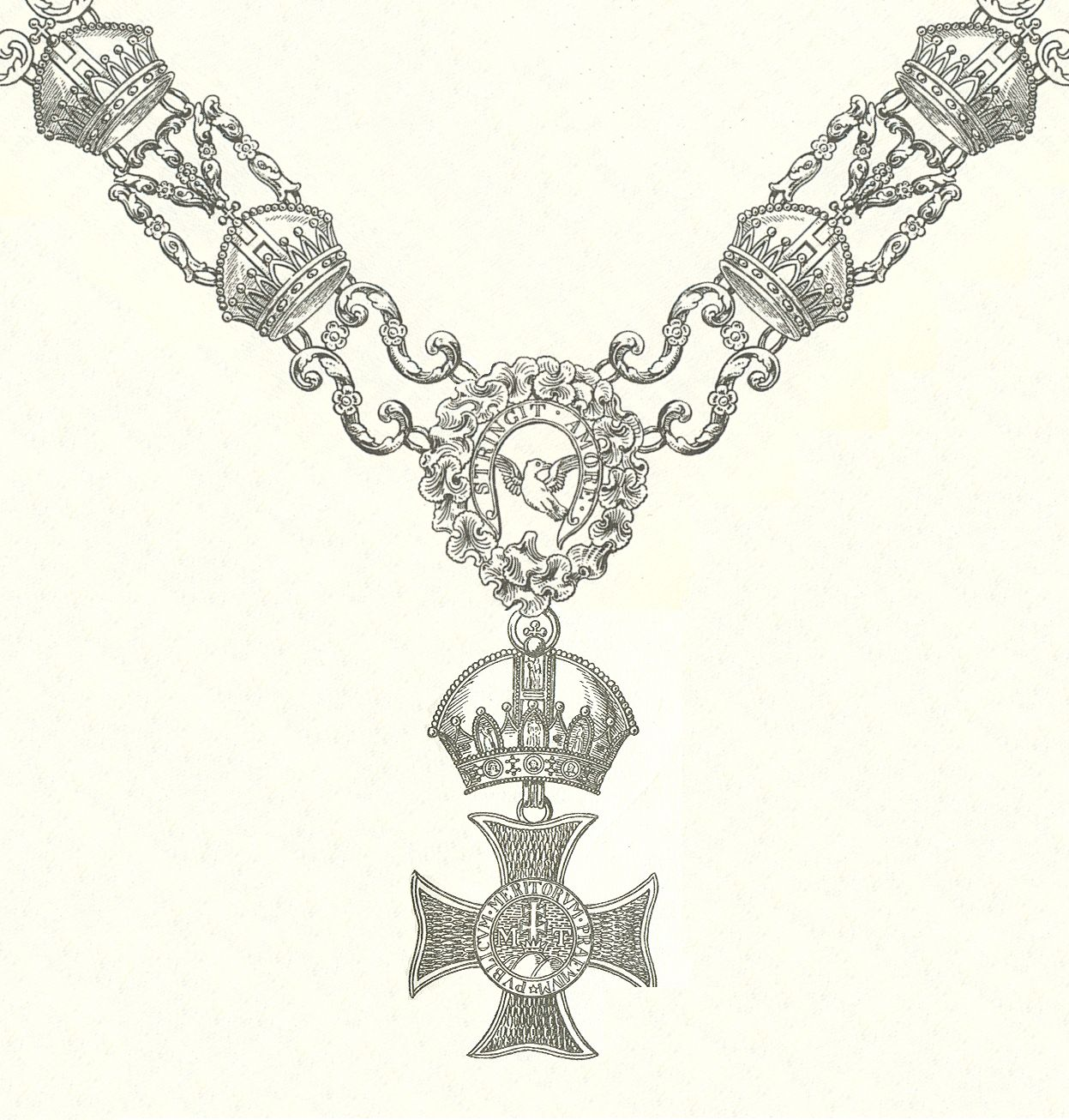
Il collare dell'Ordine.

L'Ordine trae il proprio nome dal più famoso dei re ungheresi, Stefano I (969 – 1038), il cui regno (997 – 1038) si distinse per la consolidazione del potere tra i vari gruppi etnici presenti in Ungheria e per la sua adesione al cristianesimo, il quale venne anche scelto come religione di Stato. La sua incoronazione, riconosciuta dalla chiesa cattolica, viene tradizionalmente datata al 1001. Egli morì il 15 agosto 1038 durante la festa dell'Assunzione di Maria e venne canonizzato da papa Gregorio VII nel 1083 assieme a suo figlio Imre (che lo aveva preceduto nella morte in un incidente di caccia nel 1031) ed al vescovo Gerardo d'Ungheria. Santo Stefano venne pertanto dichiarato patrono d'Ungheria, dei re ungheresi, della morte dei bimbi in tenera età, delle case, dei tagliapietre e dei costruttori di ponti. Di lui, inoltre, rimane la "Corona di Santo Stefano", serto ufficiale adottato dai re ungheresi, che secondo la tradizione gli venne donato da papa Silvestro II per l'incoronazione del 1001.
La ripresa di questo significato, col tentativo di consolidare i confini del Regno d'Ungheria, spinsero Maria Teresa a fondare un ordine cavalleresco dedicato a Santo Stefano il 5 maggio 1764. In realtà risaliva al 1741 l'idea dei magnati ungheresi di proporre alla giovane imperatrice di costituire un ordine che riconoscesse il valore dell'Ungheria nell'Impero, ma l'operazione si era arenata per l'opposizione principale degli aristocratici austriaci che vedevano in questo gesto il riconoscimento di un'eccessiva rilevanza al ruolo proprio del regno ungherese a scapito dell'Austria stessa.
Il 6 maggio 1764, giorno successivo all'istituzione dell'ordine, si ebbe la prima cerimonia per la concessione delle onorificenze.
Unito per statuto in perpetuo alla corona ungherese, l'Ordine venne in un primo momento destinato in particolar modo a premiare le personalità di spicco membri del Sacro Romano Impero che però non fossero provenienti direttamente dalla nobiltà austriaca o che appartenessero alla bassa nobiltà. L'Ordine divenne particolarmente noto in epoca napoleonica quando esso divenne la decorazione principale con la quale vennero premiati i generali, gli aristocratici ed i diplomatici stranieri che combatterono nelle guerre delle coalizioni anti napoleoniche in difesa dell'Austria.
Nel corso dell'Ottocento, quando le tensioni indipendentiste dell'Ungheria si fecero sempre più forti a fronte dell rivolte del 1848 e successive, molti ungheresi giunsero a rifiutare drammaticamente alcune concessioni dell'onorificenza.
L'Ordine venne sciolto nel 1918 con la caduta dell'Impero austro-ungarico alla fine della prima guerra mondiale, per poi venire ricostituito nel 1938 dal reggente Miklós Horthy col nome di Ordine di Santo Stefano d'Ungheria. Esso venne conferito unicamente in tre sole occasioni tra il 1940 e il 1944. Dopo lo scioglimento ufficiale del 1918, ad ogni modo, l'ordine ha continuato ad essere conferito privatamente dai capi della famiglia Asburgo che ancora oggi mantengono questo privilegio.

## Membri e condizioni di ammissione
L'Ordine, secondo gli Statuti della sua fondazione, contava:
- 1 Gran Maestro
- 20 Cavalieri di gran croce
- 30 cavalieri di commenda
- 50 Cavalieri

Il primo sacerdote, nonché Cancelliere dell'Ordine, era ex officio l'arcivescovo di Esztergom.
Secondo lo Statuto promulgato dalla stessa Maria Teresa:

## Insegne

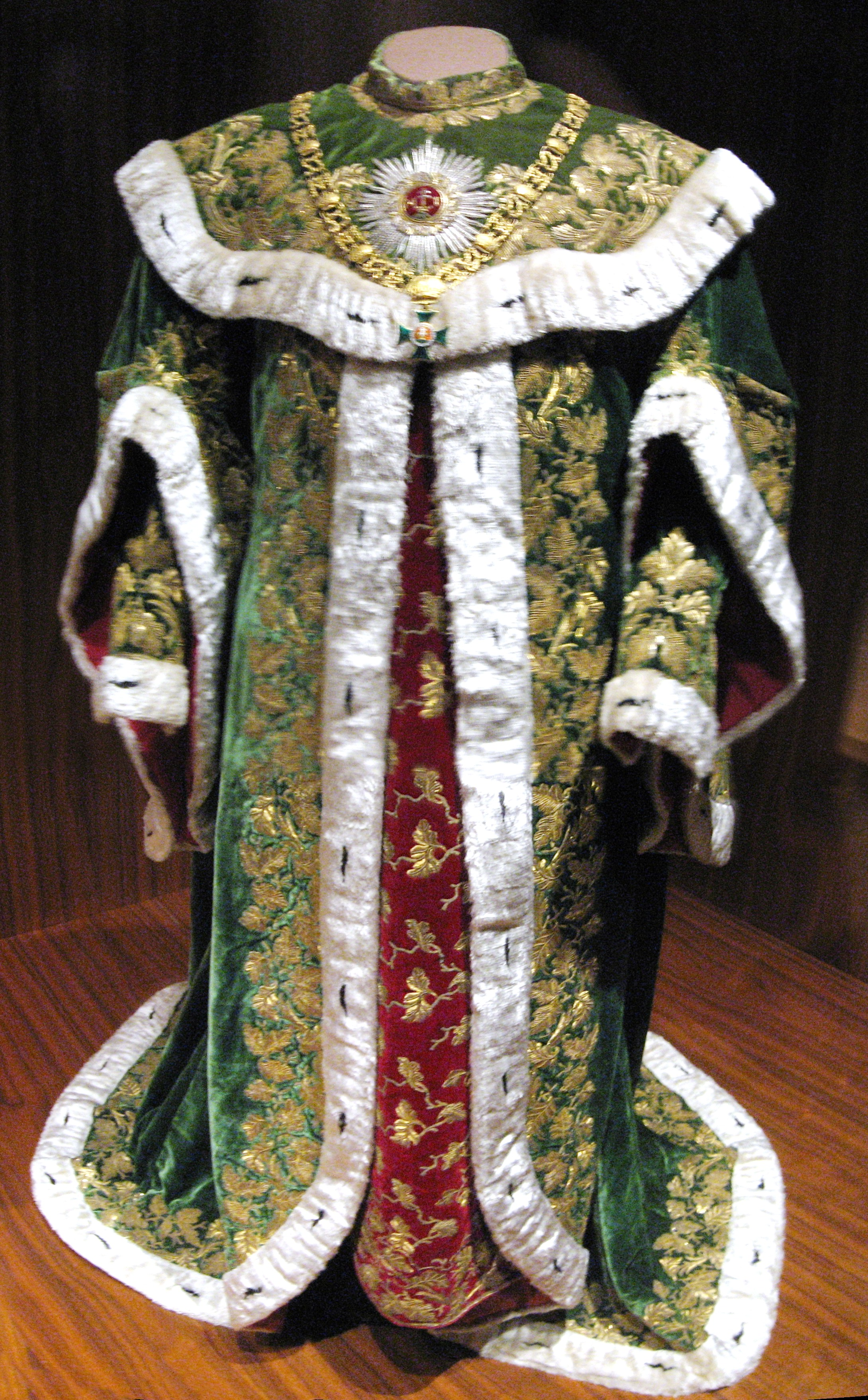
L'abito dell'ordine

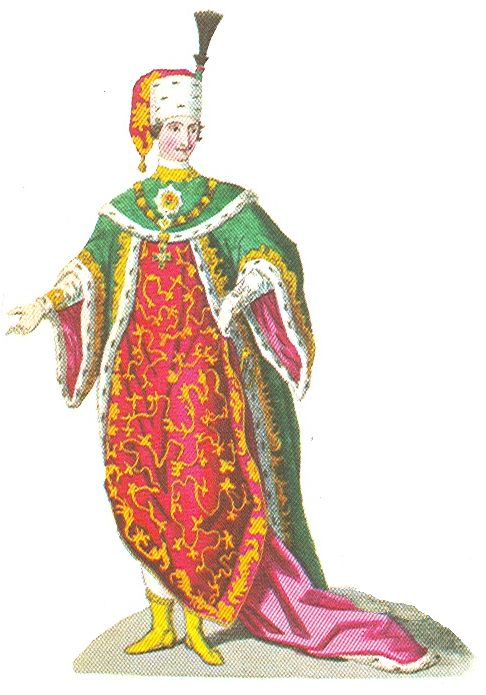
L'abito dell'Ordine

La decorazione è una croce verde bordata in oro, pendente da una corona ungherese in oro. Al centro della croce vi è uno scudo circolare su cui è rappresentata una croce patriarcale bianca a due braccia posta su un monte verde, con una corona alla base e ai lati le lettere 'M' e 'T' (dal nome dell'Imperatrice, MARIA THERESIA). Lo scudo è chiuso da una fascia bianca riportante il motto Publicum Meritorum Praemium. Sul retro appare invece la sigla STO ST. RI AP. (Sancto Stephano Rege Apostolico).
Il nastro è verde con una striscia centrale cremisi.
Il collare, destinato unicamente ai cavalieri di gran croce, è in oro ed costituito da una serie di corone ungheresi unite dai monogrammi alternati di Santo Stefano (SS) e dell'Imperatrice (MT). Al centro del collare vi è un'allodola in volo circondata da una fascia con il motto Stringit Amore.
L'abito dell'Ordine, destinato unicamente ai cavalieri di gran croce per le occasioni ufficiali e le cerimonie a corte, era di foggia medievale e prevedeva un camice rosso di broccato in oro, sopra il quale veniva posto un mantello con maniche e breve strascico di velluto verde decorato con fogliame in oro e bordato di ermellino. Il mantello era fissato al collo tramite una mozzetta sulla quale, nella parte frontale, stava ricamata l'insegna di gran croce dell'ordine. Sopra la mozzatta veniva portato il collare. Era in uso anche un copricapo alla moda ussara realizzato in pelo di ermellino con una coda di broccato rosso ed oro terminante in una nappa dorata e sovrastato da un piumetto nero. Il copricapo cadde in disuso nell'Ottocento.
|           |              |                         |
| Insegne   |              |                         |
|           |              |                         |
| Nastri    |              |                         |
| Cavaliere | Commendatore | Cavaliere di Gran Croce |

### Concessioni
La tabella che segue illustra il numero totale di concessioni dell'Ordine fatte dai diversi sovrani nei diversi periodi della storia dell'Austria. I gradi di concessione e l'aumento o la diminuzione delle concessioni nazionali rispetto a quelle a personalità straniere, bene identificano i vari momenti storici attraversati dapprima dal Sacro Romano Impero e poi dall'Impero d'Austria sino a quello Austro-Ungarico.
| Sovrano concedente                  | Periodo di conferimento | Cavaliere/estero | Commendatore/estero | Cavaliere di Gran Croce/estero | Totale per sovrano                 |
| Maria Teresa                        | 1764–1765               | 14 / 1           | 14 / -              | 18 / -                         | 47 (46 nazionali, 1 straniero)     |
| Giuseppe II                         | 1765–1790               | 43 / 4           | 51 / 2              | 92 / –                         | 192 (186 nazionali, 6 stranieri)   |
| Leopoldo II                         | 1790–1792               | 4 / 1            | – / –               | – / –                          | 5 (4 nazionali, 1 straniero)       |
| Francesco II/I                      | 1792–1835               | 76 / 108         | 76 / 19             | 135 / 8                        | 422 (287 nazionali, 135 stranieri) |
| Ferdinando I (V)                    | 1835–1848               | 13 / 35          | 29 / 5              | 37 / –                         | 119 (79 nazionali, 40 stranieri)   |
| Francesco Giuseppe I                | 1848–1916               | 151 / 396        | 61 / 7              | 277 / 3                        | 895 (489 nazionali, 406 stranieri) |
| Carlo I (IV)                        | 1916–1918               | 14 / 1           | 14 / –              | 18 / –                         | 47 (46 nazionali, 1 straniero)     |
| Miklós Horthy Reggente d'Ungheria   | 1938–1944               | 2 / 3            | 1 / –               | – / –                          | 6 (3 nazionali, 3 stranieri)       |
| János Áder Presidente dell'Ungheria | 2011–                   | 8 / -            | - / –               | – / –                          | 8 (8 nazionali)                    |
| Totale                              | 1764–2016               | 866 cavalieri    | 268 commendatori    | 590 cavalieri di gran croce    | Totale concessioni 1 724           |

## Personalità dell'ordine

### Gran Maestri
- Maria Teresa d'Austria, 1764 - 1780

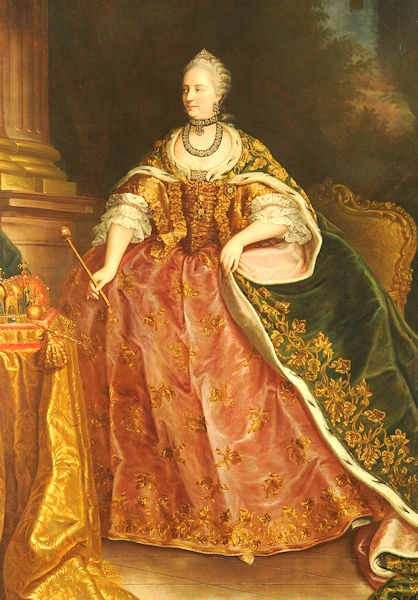
Maria Teresa con le vesti dell'Ordine.

- Giuseppe II d'Asburgo-Lorena, 1780 - 1790
- Leopoldo II d'Asburgo-Lorena, 1790 - 1792
- Francesco II d'Asburgo-Lorena (ovvero Francesco I d'Austria), 1792 - 1835
- Ferdinando I d'Austria, 1835 - 1848
- Francesco Giuseppe I d'Austria-Ungheria, 1848 - 1916
- Carlo I d'Austria-Ungheria, 1916 - 1922
- Otto d'Asburgo-Lorena, 1922 - 2007
- Carlo d'Asburgo-Lorena, 2007 - in carica
- János Áder, Presidente dell'Ungheria, 2012 - carica

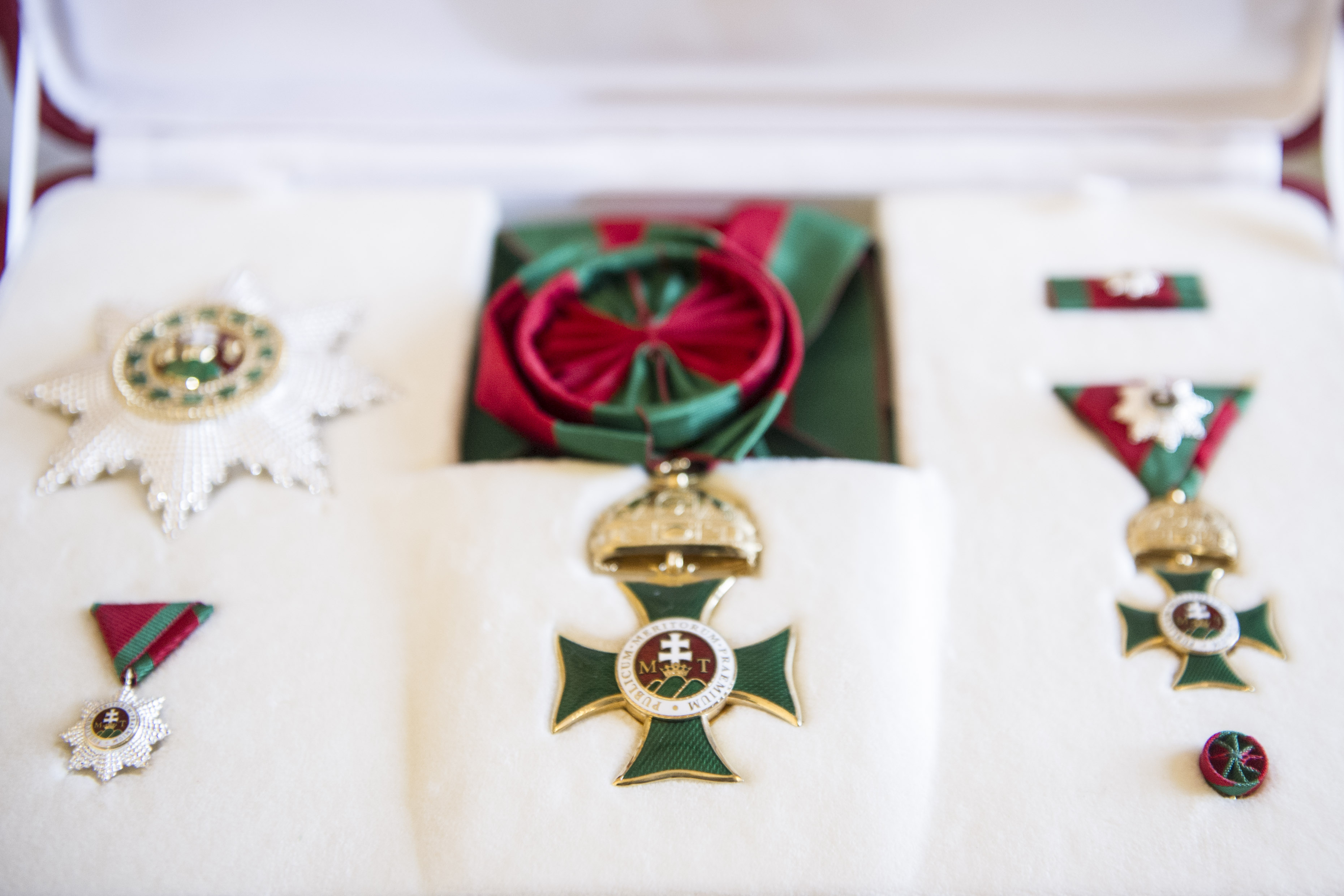
Cavaliere di Gran Croce per gli uomini

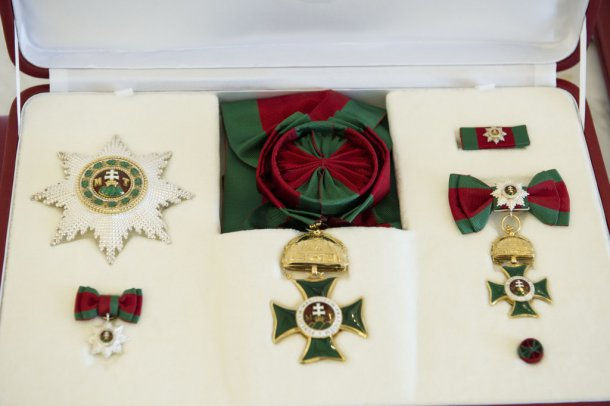
Cavaliere di Gran Croce per le donne

### Elenco dei Cavalieri di gran croce di rilievo

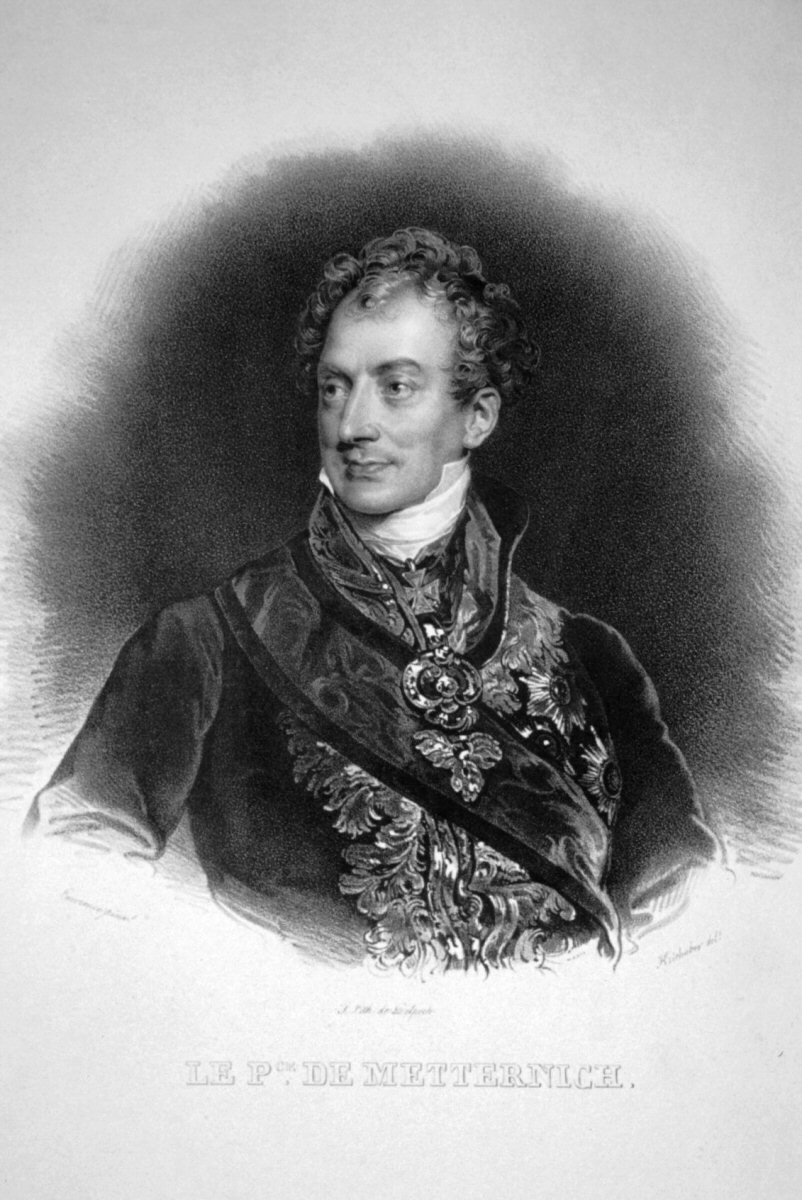
Klemens von Metternich, il cancelliere austriaco, venne insignito dell'Ordine reale di Santo Stefano d'Ungheria.

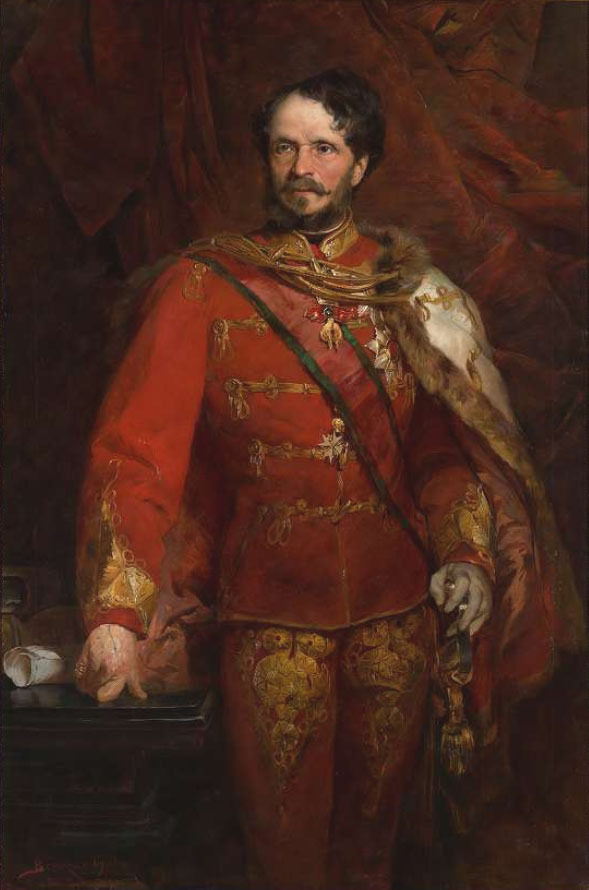
Gyula Andrássy fu l'ungherese più famoso ad aver ricevuto questa onorificenza.

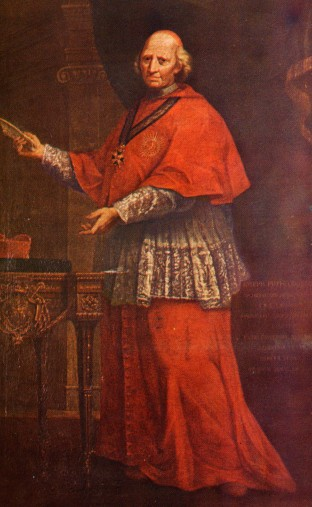
Il cardinale Giuseppe Pozzobonelli, arcivescovo di Milano, fu uno degli ecclesiastici che ricevette la gran croce di questo ordine.

- Napoleone II di Francia (in quanto arciduca)
- Ranieri Giuseppe d'Asburgo-Lorena, arciduca e viceré del Lombardo-Veneto
- Alberto Federico Rodolfo d'Austria-Teschen, generale austriaco
- Ferdinando d'Austria-Este, arciduca
- Ferdinando III di Toscana, granduca di Toscana
- Carlo d'Asburgo-Teschen, generale austriaco
- Alberto d'Asburgo-Teschen, generale austriaco
- Federico d'Asburgo-Teschen, generale austriaco
- Eugenio Ferdinando Pio d'Asburgo-Teschen, generale austriaco
- Alessandro Leopoldo d'Asburgo-Lorena, arciduca
- Massimiliano d'Asburgo-Lorena, arciduca e arcivescovo di Colonia
- Giuseppe Antonio Giovanni d'Asburgo-Lorena, arciduca e conte palatino d'Ungheria
- Giuseppe Carlo Luigi d'Asburgo-Lorena arciduca e conte palatino d'Ungheria
- Giovanni d'Asburgo-Lorena, arciduca
- Luigi d'Asburgo-Lorena, arciduca
- Francesco Carlo d'Asburgo-Lorena, arciduca
- Massimiliano I del Messico, arciduca
- Carlo Ludovico d'Asburgo-Lorena, arciduca
- Rodolfo d'Asburgo-Lorena, arciduca e principe ereditario
- Francesco Ferdinando d'Asburgo-Este, arciduca e principe ereditario
- Rodolfo Giovanni d'Asburgo-Lorena, arciduca, cardinale di S.R.C., arcivescovo di Olomouc
- Giuseppe Pozzobonelli, cardinale di S.R.C., arcivescovo di Milano
- Jusztinián Serédi, cardinale di S.R.C., arcivescovo ungherese
- Ferencz Gyulai, feldmaresciallo austriaco e viceré del Lombardo-Veneto
- Alfred von Tirpitz, 30 agosto 1911, ammiraglio austriaco
- Wenzel Anton von Kaunitz-Rietberg, ministro degli esteri austriaco
- Antonio I Esterházy, principe ungherese
- Alberto di Sassonia-Teschen, governatore dei Paesi Bassi austriaci
- Karl Philipp Schwarzenberg, generale austriaco
- Alfred von Windisch-Graetz, generale austriaco
- Heinrich Hermann von Hess, generale austriaco
- Friedrich Ferdinand von Beust, primo ministro austriaco
- Klemens von Metternich, cancelliere austriaco
- Gyula Andrássy, politico ungherese
- Eduard von Böhm-Ermolli, generale austriaco
- Friedrich von Beck-Rzikowsky, generale austriaco
- Franz Georg von Keeß, aristocratico svevo

### Elenco dei Cavalieri di gran croce stranieri di rilievo
- Carlo Alberto di Savoia, re di Sardegna
- Pietro II del Brasile secondo e ultimo imperatore del Brasile
- Nicola II di Russia, ultimo Zar di tutte le Russie
- Giustino Fortunato, primo ministro delle Due Sicilie
- Alberto Federico Rodolfo d'Austria-Teschen, 13 luglio 1852[2]
- Edoardo VII del Regno Unito, 13 giugno 1867[3]
- Giorgio V del Regno Unito, 1902[4]
- Ernesto Augusto I di Hannover
- Giorgio V di Hannover
- George Hamilton Gordon, IV conte di Aberdeen
- Guglielmo I di Germania
- Federico III di Germania
- Guglielmo II di Germania
- Arturo di Sassonia-Coburgo-Gotha, principe del Regno Unito
- Leopoldo di Baviera, principe ereditario di Baviera
- Porfirio Díaz, presidente del Messico
- Ferdinando I di Bulgaria
- Alfonso XIII di Spagna
- Gennaro Granito Pignatelli di Belmonte, cardinale di S.R.C.
- August von Mackensen, generale prussiano
- Mindaugas II di Lituania

### Elenco dei cavalieri dell'Ordine nella reggenza d'Ungheria (1919-1944)
- Pál Teleki
- Istvan Uray
- Jusztinián György Serédi
- Stanisław Haller de Hallenburg

### Elenco dei cavalieri dell'Ordine nella Repubblica d'Ungheria (2011-)
- Krisztina Egerszegi
- Alexandre Lámfalussy
- Ernő Rubik
- Imre Kertész
- Judit Polgár
- Peter Eötvös
- Éva Marton
- Adam Makkai
- Péter Erdő
- Tamás Vásáry
- Botond Roska